# World Fragment Tour
『World Fragment Tour』（ワールドフラグメントツアー）は、sora tob sakanaのメジャー1作目のフル・アルバム。2019年3月13日に ワーナー・ブラザース・ホームエンターテイメントからリリースされた。

## 概要
初回生産限定盤、DVD付盤、通常盤の3形態で発売。
初回生産限定盤はCDと特典Blu-ray2枚の3枚組、DVD付盤はCDと特典DVDの2枚組、通常盤。

## 発売形態
- 初回生産限定盤 - 三方背BOX仕様、撮りおろし写真付き40Pブックレット、CD+特典1・2のBlu-ray
- DVD付盤 - トールケース、16Ｐブックレット、CD+特典1のDVD
- 通常盤 - CD

## 収録曲
1. whale song
作曲・編曲：照井順政
2. knock!knock!
作詞・作曲・編曲：照井順政
3. FASHION
作詞・作曲・編曲：照井順政
4. タイムトラベルして
作詞・作曲・編曲：中川大二朗
5. 燃えない呪文
作詞・作曲・編曲：君島大空
6. 嘘つき達に暇はない
作詞・作曲・編曲：照井順政
7. 暇
作詞・作曲・編曲：照井順政
8. ありふれた群青
作詞・作曲・編曲：照井順政
9. シューティングスター・ランデブー
作詞：照井順政　作曲・編曲：蓮尾理之
10. World Fragment
作詞・作曲・編曲：照井順政
11. WALK
作詞・作曲・編曲：照井順政

### 特典映像1
4th anniversary oneman live「city light , star light」　2018.7.1 東京国際フォーラム ホールC（夜の部）
1. whale song
2. Lighthouse
3. Summer Plan
4. 鋭角な日常
5. My notes
6. tokyo sinewave
7. Brand New Blue
8. New Stranger
9. silver
10. 魔法の言葉
11. 夜空を全部
12. まぶしい
13. 広告の街
14. Moon Swimming Weekender
15. 秘密
16. 夜間飛行
17. Lightpool
18. 帰り道のワンダー
19. ribbon

- Making Movie
- 〈音声特典〉オーディオコメンタリー

### 特典映像2
MUSIC VIDEO COLLECTION
1. Lightpool
2. Lighthouse
3. New Stranger
4. 発見
5. アルファルド
6. knock!knock!

- Making Movie
- 〈音声特典〉オーディオコメンタリー